# Fatma Sultan (figlia di Abdülmecid I)
Fatma Sultan (turco ottomano: فاطمه سلطان, lett. "colei che si astiene"; Istanbul, 1º novembre 1840 – Istanbul, 26 agosto 1884) è stata una principessa ottomana, figlia del sultano Abdülmecid I e della consorte Gülcemal Kadin e sorella del sultano Mehmed V, oltre che sorellastra dei sultani Murad V, Abdülhamid II e Mehmed VI.

## Origini
Fatma Sultan nacque il 1 novembre 1840 a Istanbul, nel Palazzo di Beşiktaş. 
Suo padre era il sultano ottomano Abdülmecid I, e sua madre una delle sue consorti, Gülcemal Kadin. Era la primogenita di sua madre e la figlia maggiore di suo padre a raggiungere l'età adulta. Aveva due sorelle minori gemelle, Refia Sultan e Hatice Sultan (morta neonata), un fratello minore, Mehmed V Reşad e una terza sorella minore, Rukiye Sultan, morta neonata. 
Rimasta orfana di madre nel 1851, lei, sua sorella e suo fratello furono tutti adottati da Servetseza Kadin, Prima Consorte del padre, che non aveva figli suoi.
Abdülmecid volle per tutti i suoi figli e figlie una formazione di alto livello e il più possibile completa, che comprendesse sia materie tradizionali, fra cui studi coranici, che occidentali. La formazione di Fatma iniziò nel 1847. Seguiva le lezioni insieme al fratello Şehzade Mehmed Reşad, ai fratellastri Şehzade Abdülhamid e Şehzade Murad, alla sorella Refia Sultan e alla sorellastra Cemile Sultan.

## Primo matrimonio
Raggiunta l'età da marito, diversi giovani ottomani chiesero la sua mano. Fatma venne infine promessa a Ali Galib Pasha, figlio del Gran Visir Mustafa Reşid Pasha e di sua moglie Adile Hanim, i quali esercitarono molte pressioni su Abdülmecid e sul Diwan perché accettassero la proposta.
Il matrimonio venne celebrato fra il 7 e il 10 agosto 1954 al Palazzo di Çırağan. Alla coppia venne assegnata come residenza il Palazzo di Mustafa Reşad a Baltalimanı, che il sultano aveva acquistato e intestato alla figlia. Galib venne nominato alla Meclis-i Vâlâ (Corte Suprema). 
La coppia ebbe una figlia morta neonata. 
Fatma resto vedova nel 1858, quando suo marito, per un incidente, annegò nel Bosforo.

## Secondo matrimonio
Il 24 maggio 1859 Fatma Sultan sposò Mehmed Nuri Pasha, figlio di Arif Pasha. Ebbero un figlio e una figlia morti bambini. 
Nel 1876 suo marito venne accusato di complicità nella morte del sultano Abdülaziz, zio di Fatma, ed esiliato in Arabia Saudita da Abdülhamid II, fratellastro di Fatma e sultano, che infine lo fece uccidere nel 1881, malgrado avesse promesso alla sorella di risparmiarlo.

## Rapporto con Murad V
Fatma Sultan era la sorella più vicina a Murad V, figlio di Abdülmecid I e Şevkefza Kadin, che fu sultano per soli tre mesi nel 1876, prima di essere deposto da Abdülhamid II, anche lui figlio di Abdülmecid I e un'altra consorte, per supposta incapacità mentale, e rinchiuso con la sua famiglia nel Palazzo di Çırağan. 
Fatma fu la parente che gli fece visita più volte. In un'occasione le guardie di palazzo, mandate a Çırağan dal Palazzo di Yıldız, tentarono di impedirle di vedere il fratello. Fatma, furiosa, urlò e minacciò le guardie, ricordando loro che lei era una principessa e che nessuno poteva impedirle l'ingresso, tantomeno delle guardiemarina, e che se voleva vedere Murad lo avrebbe visto, a costo di rimanere lì tutta la notte. Fu necessario l'intervento della polizia di Beşiktaş per disperdere la folla fermatasi ad assistere e mettere in sicurezza la carrozza della principessa. Nel panico, le guardie mandarono un messaggio ad Abdülhamid II, il quale mando un suo uomo, Cevher Ağa, con l'ordine di permettere a Fatma di entrare e vedere Murad e di dichiararle che le guardie erano nuove e avevano frainteso gli ordini del sultano, il quale non avrebbe mai impedito ai membri della sua famiglia di farsi visita l'un l'altro. In un'altra occasione, preoccupata per la sua salute, riuscì a farlo visitare dal suo medico personale, inviato in segreto nel Palazzo travestito da serva. 
Fatma faceva parte di una fazione che considerava Abdülhamid II un usurpatore e riteneva che il trono dovesse essere reso a Murad V. Per lei, ai motivi politici si aggiungeva la sua antipatia personale per Abdülhamid e il suo amore per Murad. Nel 1878, insieme ad altri alleati fra cui Şevkefza Sultan, madre di Murad, Servetseza Kadin, madre adottiva di Fatma, Şehzade Ahmed Kemaleddin e Şehzade Selim Süleyman, suoi fratellastri, Seniha Sultan, sua sorellastra, e il marito di quest'ultima, Mahmud Celaleddin Pasha, complottarono per rimettere Murad sul trono, ma il colpo di Stato, portato avanti da Ali Suavi il 20 maggio 1878, fallì a causa del prefetto della polizia di Beşiktaş, Hacı Hasan Pasha. I suoi uomini furono uccisi e i cospiratori appartenenti alla famiglia reale, sebbene non giustiziati, furono posti ai domiciliari o a severe restrizioni e controlli. La prigionia di Murad e della sua famiglia venne rese ancora più rigida. 
In particolare, Fatma venne posta agli arresti domiciliari nel suo palazzo fino alla morte, e sua madre adottiva Servetseza morì pochi mesi dopo, secondo molti avvelenata dallo stesso Abdülhamid. 
Anche se isolata, Fatma però non cessò mai di scrivere a Murad V e alla sua famiglia e di fare sentire il suo affetto e il suo supporto.

## Morte
Fatma Sultan morì nel suo palazzo il 26 agosto 1884, e venne sepolta nel mausoleo Murad V nella Yeni Cami, malgrado avesse espresso il desiderio di essere sepolta accanto a suo padre.

## Discendenza
Dal suo primo matrimonio, Fatma ebbe una figlia:
- Cemile Hanımsultan (1855 - 1855)

Dal suo secondo matrimonio, Fatma ebbe un figlio e una figlia:
- Sultanzade Mehmed Füad Bey (1861 - 1864)
- Emine Lütfiye Hanımsultan (febbraio 1863 - agosto 1865)